# 枫香墩站
枫香墩站是位于安徽省芜湖市繁昌区孙村镇的一个铁路车站，邮政编码241206。车站建于1969年，有宁铜铁路经过该站，现仅办理货运，不办理客运业务，车站及其上下行区间均未电气化。车站距离中华门站176公里，隶属中国铁路上海局集团有限公司，是四等站。